# Robert Lechner (Radsportler)
Robert Lechner (* 22. Januar 1967 in Bruckmühl) ist ein ehemaliger deutscher Radrennfahrer und heutiger Trainer.

## Radsport-Karriere
1985 wurde Robert Lechner Vize-Weltmeister der Junioren in Stuttgart im 1000-Meter-Zeitfahren. 1986 und 1988 wurde er jeweils Deutscher Meister in dieser Disziplin. Er startete zu dieser Zeit für den Verein „SV Bruckmühl“.
Bei den Olympischen Sommerspielen 1988 in Seoul errang Robert Lechner die Bronzemedaille im 1000-Meter-Zeitfahren auf der Bahn. 1991 gewann er eine Etappe der Bayern-Rundfahrt. Viermal nahm er insgesamt an Weltmeisterschaften teil. Während seiner gesamten Karriere errang er 187 Siege auf Bahn und Straße. Auch platzierte er sich bei Mountainbike-Rennen.
1992 trat Lechner, der in seinen letzten beiden Radsportjahren für das Team Olympia Dortmund fuhr, vom aktiven Radsport zurück.

## Doping
In einem Interview mit der Frankfurter Allgemeinen berichtete Robert Lechner im Februar 2008 von seinen Doping-Erfahrungen als aktiver Sportler und über die Gefahr, als junger Sportler fast unbemerkt in ein Doping-System hineinzurutschen. Er führte seine Aussagen auf einem A-Trainer-Weiterbildungslehrgang des Bundes Deutscher Radfahrer (BDR) im November 2008 in Leipzig fort. Vor seinem Erfolg bei den Olympischen Spielen habe er sich Anabolika, Testosteron und Cortison zugeführt. Die Medikamente seien vom damaligen BDR-Verbandsarzt empfohlen, verschrieben und verabreicht worden. „Doping-Mittel bleiben Doping-Mittel. Aber ich bin überzeugt, dass sie meinem Leistungspotential und meiner Gesundheit eher geschadet haben.“ Eine Erkrankung am Pfeifferschen Drüsenfieber im Jahr 1990 führte er auch auf ein durch Doping geschwächtes Immunsystem zurück.

## Berufliches
Heute arbeitet Robert Lechner an einem Institut für Sportarten übergreifende Trainings- und Wettkampfbetreuung.